# Гусь-Хрустальний район
Гусь-Хрустальний райо́н (рос. Гусь-Хрустальный район, колишня назва — Гусєвський район) — адміністративна одиниця Росії, Владимирська область. До складу району входять 1 міське та 13 сільських поселення.
Адміністративний центр — Гусь-Хрустальний.